# Гидрид титана(IV)
Гидрид титана(IV) — бинарное неорганическое соединение металла титана и водорода с формулой TiH4, бесцветный газ, самовоспламеняется на воздухе.

## Получение
- Электролиз раствора серной кислоты с титановыми электродами.

## Физические свойства
Гидрид титана(IV) образует бесцветный газ без запаха, который самовоспламеняется на воздухе.

## Химические свойства
- Самовоспламеняется на воздухе:

{\displaystyle {\mathsf {TiH_{4}+2O_{2}\ {\xrightarrow {}}\ TiO_{2}+2H_{2}O}}}
• Разлагается при слабом нагревании в инертной атмосфере:
{\displaystyle {\ce {TiH4 ->[>-40^oC] Ti + 2H2 ^}}}